# Flatyperphyma flavocristatus
Flatyperphyma flavocristatus är en insektsart som beskrevs av Boulard 1976. Flatyperphyma flavocristatus ingår i släktet Flatyperphyma och familjen hornstritar. Inga underarter finns listade i Catalogue of Life.